# The Fall (band)
The Fall was een rockband uit de Britse stad Manchester, opgericht door Mark E. Smith. De groep bestond sinds 1976 in wisselende bezetting, met als enige constante Smith zelf, en heeft tientallen albums uitgebracht. Met de dood van frontman Smith, op 24 januari 2018, kwam er ook een einde aan de band.
Mede dankzij de voortdurende aanbevelingen van diskjockey John Peel groeide The Fall in de loop der jaren tot een icoon binnen de Britse popgeschiedenis. Karakteristiek voor de muziek van The Fall zijn een voorliefde voor repetitieve structuren, een ongepolijst geluid en de voordracht van Mark E Smith, die zijn teksten vaker declameerde dan zong. De teksten zijn bovendien niet gespeend van literaire pretenties, al gingen die vaak verloren in onverstaanbaarheid en het gebruik van woorden waarvan de meeste Engelsen allang waren vergeten dat ze bestaan.
Het uitbundige alcohol- en amfetaminegebruik van Smith heeft ertoe geleid dat The Fall onder concertorganisatoren een slechte naam heeft opgebouwd. De vaak onhandelbare Smith stond erom bekend dat hij een optreden op elk willekeurig moment kon beëindigen. De overige bandleden werden door hem als ondergeschikten beschouwd. Om zijn muzikanten scherp te houden had Smith bovendien de gewoonte om gedurende het optreden ad-hocwijzigingen aan te brengen aan de instellingen van de gitaarversterkers en de onderdelen van het drumstel. Dit routineuze vermijden van routinegedrag resulteerde even vaak in een legendarisch optreden als in een mislukking.

## Ontwikkeling
Hoewel The Fall altijd 'typische Fall-muziek' maakte, vallen er ruwweg vier periodes te onderscheiden in de manier waarop de ideeën van Mark E Smith muzikaal hun beslag kregen:

### Postpunk
The Fall begon als een van de talloze punkbandjes die eind jaren zeventig in Engeland werden opgericht. Gaandeweg werd het geluid stugger, monotoner, grimmiger. Critici bespeurden overeenkomsten met het werk van Captain Beefheart en Frank Zappa. Verschillende Fall-leden zijn inderdaad bewonderaars van die twee. De ontwikkeling mondde uit in het album Hex Enduction Hour uit 1982: een ontoegankelijke, onheilszwangere plaat waarop precies een uur lang met intense overgave wordt gemusiceerd op diverse slecht gestemde gitaren. Door liefhebbers wordt het album als een van de beste Fall-elpees beschouwd.

### Popularisering bandstijl

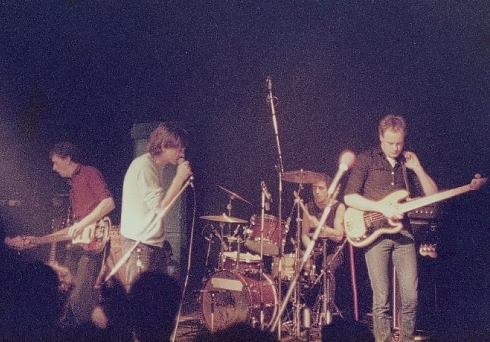
The Fall tijdens een optreden in Hamburg, 1984

In 1983 trouwde Mark E Smith met de Amerikaanse gitariste Laura Salenger (Brix), die onmiddellijk tot de band toetrad. Door haar bijdrage werd het geluid van de band toegankelijker. Het vaak minutenlang herhalen van eenzelfde melodielijntje bleef echter een favoriete compositietechniek van The Fall en Mark E Smith bleef op zijn kenmerkende manier zingen. De singles Mr Pharmacist en Victoria schopten het in het Verenigd Koninkrijk tot hitparadenoteringen. Het ging in beide gevallen om coverversies van bestaande nummers.
Choreograaf Michael Clark - in deze periode het troetelkind van de Britse danswereld - maakte voor zijn voorstellingen gebruik van muziek van The Fall. In 1988 trad The Fall samen met Clarks balletgezelschap op in I am kurious Oranj: een voorstelling die - waarschijnlijk om subsidietechnische redenen - gebaseerd was op de historische banden tussen Nederland en Engeland; 1988 was namelijk het William-and-Maryjaar.

### Madchester
Met de term Madchester wordt de opleving van elektronische dansmuziek met bijbehorende raves in het Manchester van de late jaren tachtig bedoeld. The Fall was een van de weinige bands die de nieuwe dance-invloeden eenvoudig in haar muziek wist te incorporeren. Repetitieve structuren waren immers van meet af aan het handelsmerk van de groep. Het leverde een aantal albums op, waarvan vooral Code:Selfish (1992) in brede kring waardering vond. De elektronische invloeden kwamen bovendien op een goed moment omdat Brix op amoureus gebied Mark E Smith inmiddels had verruild voor violist Nigel Kennedy. The Fall moest haar twangy guitar missen tot 1995, toen Brix een korte comeback in The Fall maakte.

### Rock

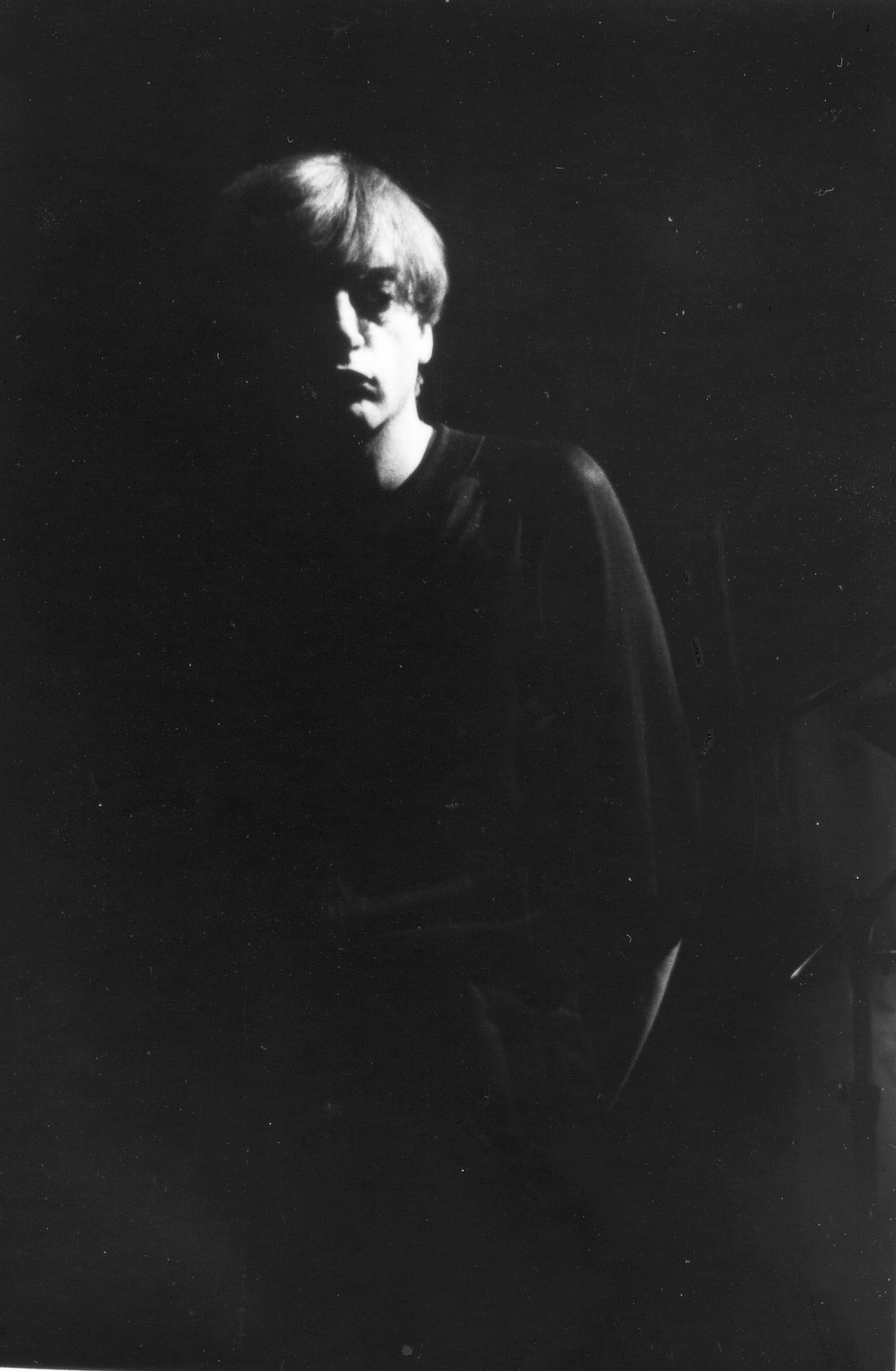
Mark E. Smith, 1990

Vanaf het einde van de jaren negentig voerden de gitaren weer de boventoon in de muziek van The Fall en klonken ze stoerder dan ooit. De groep kwam echter vaker in het nieuws door incidenten die niets met muziek te maken hadden, maar alles met Smiths drugsproblemen. In een vermoedelijk daarmee samenhangende vlaag van verstandsverbijstering zette hij gitarist Craig Scanlon uit de band. Drummer Karl Burns en bassist Stephen Hanley werden vervolgens steeds vaker het mikpunt van Smiths woede. Tijdens een optreden in New York op 7 april 1998 kwamen de conflicten tot een ontlading. Burns en Hanley gingen op het podium hun voorman te lijf en Smith moest bebloed de aftocht blazen. Teruggekeerd in het hotel maakte hij in half ontklede toestand amok in de lobby, bedreigde hij zijn bandleden en sloeg hij zijn toenmalige vriendin, Fall-toetseniste Julia Nagle. Smith bracht vervolgens twee dagen door in een Amerikaanse politiecel en mocht daarna van een Amerikaanse rechter niet meer in Nagles buurt komen. Burns en Hanley, inmiddels ex-Fall-leden, waren al met het eerste beschikbare vliegtuig naar Engeland teruggekeerd.
Smith ging verder met nieuwe muzikanten en volgens veel fans klonk de band binnen de kortste keren hechter dan ooit. De tijd van al-te-chaotische incidenten leek voorbij toen Smith in 2001 opnieuw trouwde, dit keer met de Griekse Eleni Poulou, die vanaf dat moment Eleanor Smith heette. Smiths levensgezellin werd ook lid van de band.
In augustus 2004 nam de band voor de 24ste keer een sessie voor de John Peel Show op. Het zou de laatste blijken, want Peel overleed enkele maanden later. Smith mocht in het BBC-programma Newsnight commentaar geven op die gebeurtenis. Het interview werd opgenomen op de Newsnight-webpagina met 'grappige/bizarre momenten'. In april 2005 verschenen alle 24 Peelsessies van The Fall in een cd-box.
In mei 2006 beleefde The Fall de zoveelste rigoureuze bezettingswijziging na het zogenaamde 'bananenincident'. Tijdens een tour in de VS liepen de conflicten tussen Smith en zijn band wederom zo hoog op dat drie bandleden serieuze plannen smeedden om halverwege de tour het vliegtuig naar huis te nemen. De zanger van het voorprogramma, de Amerikaanse band The Talk, was toen hij hier lucht van kreeg zo geagiteerd dat hij Smith tijdens het aansluitende optreden met een bananenschil bekogelde, met een opstootje op het podium als gevolg. De muzikanten vertrokken vervolgens daadwerkelijk naar Engeland en Smith wierf in sneltreinvaart enkele Amerikaanse muzikanten om de tour mee te vervolgen. Een maand later bevond hij zich alweer in de geluidstudio om met een nieuwe, grotendeels Amerikaanse, Fall aan een nieuwe lp te werken.
Vanwege aanhoudende gezondheidsproblemen van Smith moest The Fall in 2017 verscheidene optredens afzeggen. Op 24 januari 2018 overleed hij, zestig jaar oud. Met zijn overlijden kwam er ook een einde aan The Fall. De overgebleven bandleden verklaarden dat de naam 'The Fall' onlosmakelijk met Smith verbonden was, en dat zij zouden gaan zoeken naar nieuwe wegen om muziek te maken, onder een nieuwe naam.

## Discografie
Van The Fall zijn inmiddels ongeveer tachtig albums uitgebracht.